# Campethera punctuligera
Campethera punctuligera là một loài chim trong họ Picidae.